# Villa Luganese

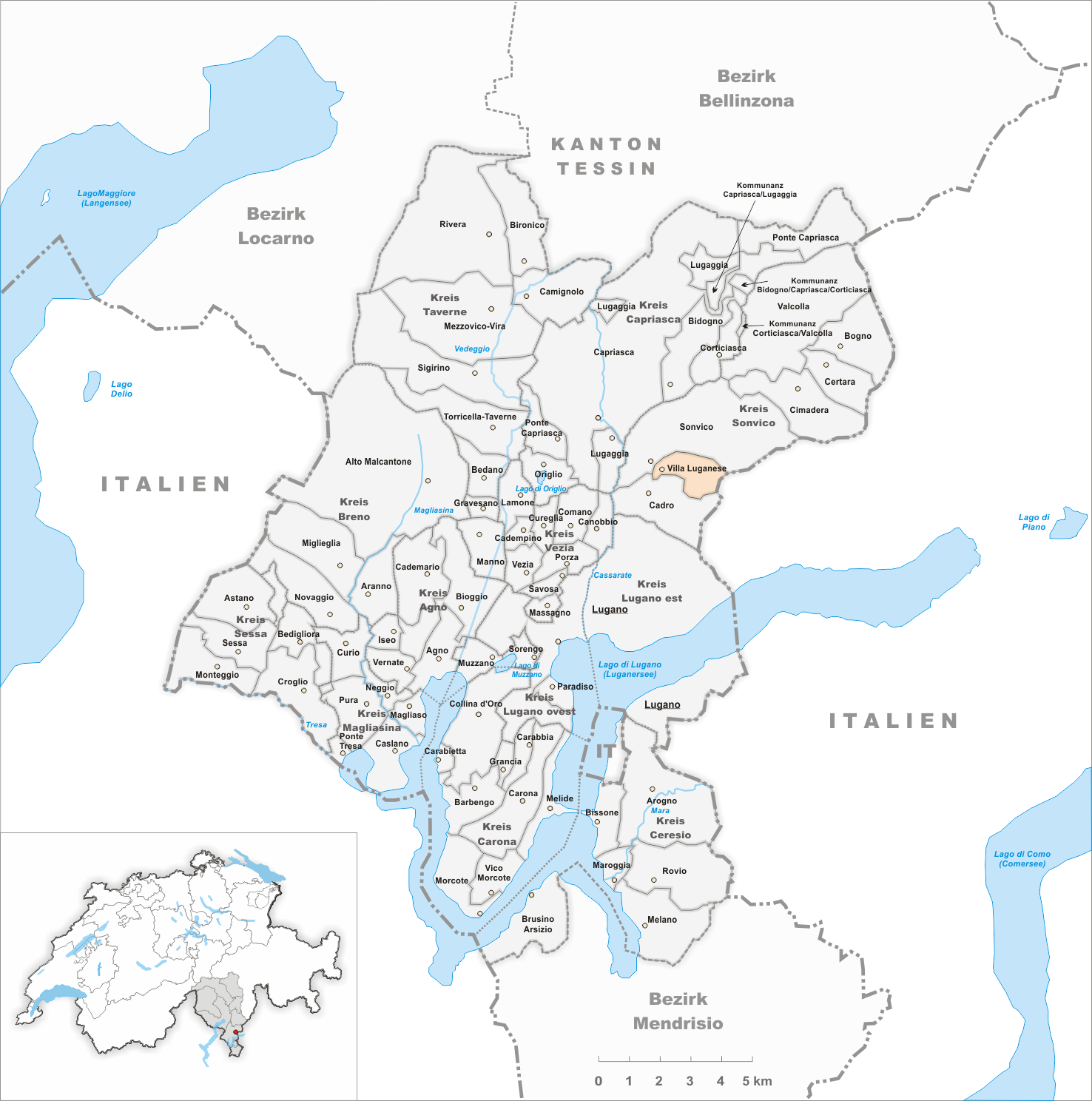
Gemeindestand vor der Fusion am 20. April 2008

Villa Luganese, historisches Luftbild von Werner Friedli (1948)

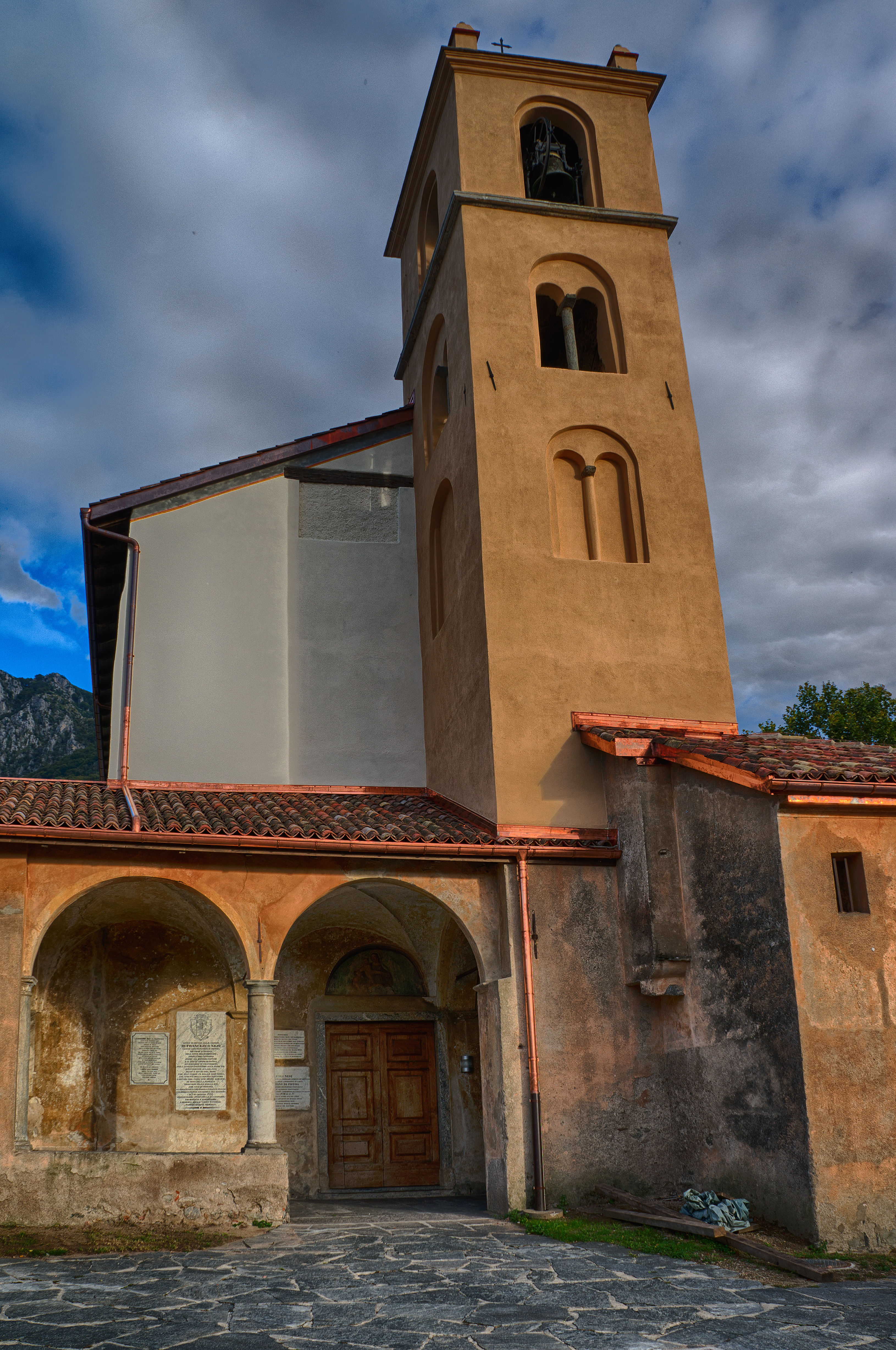
Pfarrkirche Santa Maria Assunta

Villa Luganese ist ein Quartier der Stadt Lugano im Kreis Lugano Nord, im Bezirk Lugano des Kantons Tessin in der Schweiz und liegt am Eingang zum Valcolla an der Grenze zu Italien.

## Geographie
Das Dorf liegt auf 597 m ü. M am Fuss des Berges Denti della Vecchia.

## Geschichte
Eine erste Erwähnung findet das Dorf im Jahre 864 unter dem damaligen Namen Colonaco, 1209 Coliono, dann La Villa; Lavilla 1419. Es gehörte zur Herrschaft San Carpoforo von Como, hierauf zur castellanza Sonvico, genoss dort wie die andern Dörfer eine innere Selbständigkeit.
Am 30. September 2007 stimmten die Stimmberechtigten von Barbengo, Carabbia und Villa Luganese der Eingemeindung dieser drei Gemeinden in die Stadt Lugano zu. Die Stimmberechtigten der Gemeinde Cadro hingegen lehnten die Fusion ab. Obschon Villa Luganese dadurch zu einer Exklave der Stadt Lugano wurde, was eine Eingemeindung im Prinzip verunmöglichte, wurde Villa Luganese in die Gemeinde Lugano eingegliedert. Die Fusion wurde am 20. April 2008 rechtskräftig. Villa Luganese bildet aber nach wie vor eine eigenständige Bürgergemeinde.

## Bevölkerungsentwicklung
Einwohnerzahlen: Jahre 1799-2000 Volkszählungsdaten, Jahr 2007 HLS, Jahre 2020-2023 Statistik der Stadt Lugano

## Sehenswürdigkeiten
- Pfarrkirche Santa Maria Assunta[6]
- Oratorium Santa Maria del Parlò[6]

## Sport
- Associazione Sportiva Villa Luganese[7]

## Persönlichkeiten
- Bonaventura Vanini-Wehli (* 16. August 1832 in Villa Luganese; † 20. Januar 1898 in Zürich), Bildhauer, arbeitete zuerst an den Skulpturen des königlichen Schlosses von Turin, liess sich 1867 in Zürich nieder und schuf u. a. zahlreiche Grabdenkmäler.[8]